# Paul Muteau
Pour les articles homonymes, voir Muteau.
Paul Muteau, né le 30 juin 1854 à Chalon-sur-Saône et mort le 21 décembre 1927 à Paris, est un général de division français, grand-croix de la Légion d'honneur, dont le nom est associé à la Première Guerre mondiale.

## Biographie
Il sort de Saint-Cyr en 1875 et, officier de cavalerie, il sert au 23e régiment de dragons. Il est promu colonel le 12 octobre 1901. Nommé général de brigade le 28 janvier 1906, il commande en Algérie, de 1905 à 1910, des brigades de chasseurs d'Afrique, de hussards puis de spahis. Nommé général de division le 20 décembre 1910, il commande la cavalerie en Algérie puis la division d'Alger en 1912. Lorsque la Grande Guerre éclate le 2 août 1914, il reçoit le commandement de la 38e division d'infanterie (composée de zouaves et de tirailleurs algériens) et un mois après, le 4 septembre, à l'est de Montmirail, il est  grièvement blessé par un éclat d'obus. Il est cité à l'ordre de l'armée le 29 octobre 1914 pour sa conduite et fait grand officier de la Légion d'honneur le 20 novembre. Après son retour, il commande la 92e division d'infanterie en février 1915 puis la 126e division d'infanterie en juin. Appelé le 19 décembre 1916 au commandement d'un corps d'armée, il a sous ses ordres le 11e puis le 1er corps. Il est cité une nouvelle fois à l'ordre de l'armée le 29 janvier 1917. En avril suivant, ayant atteint la limite d'âge, il est maintenu en activité. Il est élevé à la dignité de grand-croix de la Légion d'honneur le 10 juillet 1917,.

## Grades
- 28 janvier 1906 : général de division à titre temporaire.
- 20 décembre 1910 : général de division.

## Décorations

### Françaises
- Grand-croix de la Légion d'honneur (10 juillet 1917)[3]
  - Grand Officier (20 novembre 1914)
  - Commandeur (31 décembre 1911)
  - Officier (12 juillet 1905)
  - Chevalier (11 juillet 1891)
- Croix de guerre avec trois palmes
- Médaille interalliée
- Médaille coloniale avec agrafe « Algérie »
- Médaille commémorative de la Grande Guerre

### Américaines
- Distinguished Service Medal (États-Unis)

### Autres
- Médaille commémorative du Maroc avec agrafe « Oudjda »
- Croix de guerre (Belgique)
- Chevalier du Nichan Iftikhar (Tunisie)

## Hommages
Le Prix Général-Muteau, de la fondation du même nom, est un ancien prix d’histoire, créé en 1938 et attribué chaque année par l'Académie française.

## Postes
- 26 décembre 1905 : commandant de la 3e brigade de cavalerie d'Algérie et de la subdivision de Sétif.
- 25 janvier 1908 : commandant de la 2e brigade de hussards.
- 12 mars 1908 : commandant de la 2e brigade de cavalerie d'Algérie et de la subdivision de Tlemcen.
- 20 décembre 1910 : commandant de la Cavalerie en Algérie.
- 21 septembre 1911 : en disponibilité.
- 26 septembre 1911 : commandant de la 30e Division d'Infanterie et des subdivisions de région de Nîmes, d'Avignon, de Privas et de Pont-Saint-Etienne.
- 22 juin 1912 : commandant de la division d'Alger.
- 2 août 1914 : commandant de la 38e Division d'Infanterie
- 13 février 1915 : commandant de la 92e Division d'Infanterie Territoriale
- 16 février 1915 : en disponibilité.
- 11 juin 1915 : adjoint au commandant de la 18e Région.
- 14 juin 1915 : commandant de la 126e Division d'Infanterie
- 19 décembre 1916 : commandant du groupement DE puis 27 janvier 1917 11e Corps d'Armée
- 25 janvier 1917 : commandant du 1er Corps d'Armée
- 19 avril 1917 : en disponibilité.
- 12 avril 1917 : placé dans la section de réserve.
- 10 mai 1917 : commandant de la 8e Région (Bourges)
- 25 décembre 1918 : replacé dans la section de réserve.